# Frank Dicopoulos
Frank Dicopoulos (* 3. Januar 1957 in Akron, Ohio, USA als Frank Dickos) ist ein US-amerikanischer Schauspieler.
Nach dem College-Abschluss zog Dicopoulos nach Texas. Dort arbeitete er unter anderem in einem neu gegründeten Autohaus als Kfz.-Mechaniker, posierte dann aber in Fotografien und Werbespots. In einer landesweiten Talentsuche in Dallas wurde er einer von vier Finalisten für Bildschirmtests und bekam die Ersatzrolle in der TV-Serie CHiPs. Er hatte nicht die Hauptrolle bekommen, dafür aber die Führung der MTV-Video-Dokumentationen, erzählt von Matt Dillon.
Im Jahre 1985 gab Dicopoulos sein TV-Debüt in der Fernsehserie Falcon Crest. Seit 1987 spielt er die Rolle des Frank Cooper in der Soap Springfield Story. 1994 wurde er für den Soap Opera Digest Award nominiert.
Frank Dicopoulos ist seit 1990 mit Teja Anderson verheiratet. Das Paar hat zwei gemeinsame Kinder.

## Filmografie (Auswahl)
- 1987: Nicht jetzt, Liebling (Surrender)